# Tajuria plateia
Tajuria plateia är en fjärilsart som beskrevs av Hans Fruhstorfer 1912. Tajuria plateia ingår i släktet Tajuria och familjen juvelvingar. Inga underarter finns listade i Catalogue of Life.